# 쌍령초등학교
쌍령초등학교는 대한민국 경기도 광주시에 있는 공립 초등학교이다.

## 학교 연혁
- 2001.03.05 쌍령초등학교 설립인가
- 2001.10.01 초대 문재명 교장 부임
- 2001.10.04 쌍령초등학교 개교(5학급 편성, 163명)
- 2002.03.01 초등학교 13학급, 특수학급 1학급, 병설유치원 1학급 편성
- 2003.02.14 제1회 졸업장 수여식(80명)
- 2003.03.01 23학급(특수학급 1학급, 유치원 1학급)편성
- 2003.05.12 26학급(특수학급, 1학급, 유치원 1학급)편성
- 2003.07.09 제2회 졸업장 수여식(95명) 총 175명
- 2004.02.15 제2대 구광회 교장 취임
- 2004.03.01 23학급(특수학급 1학급, 유치원 1학급)편성
- 2005.02.18 제3회 졸업장 수여식(101명) 총 276명
- 2006.02.17 제4회 졸업장 수여식(108명) 총 384명
- 2006.09.01 제3대 송찬억 교장 취임
- 2007.02.15 제5회 졸업장 수여식(109명) 총 493명
- 2007.03.02 26학급(특수학급 1학급, 유치원 1학급) 편성
- 2008.02.15 제6회 졸업장 수여식(133명) 총 626명
- 2008.09.01 제4대 송병민 교장 취임
- 2009.02.12 제7회 졸업장 수여식(124명) 총 750명
- 2009.03.03 28학급(특수학급 1학급, 유치원 1학급) 편성
- 2010.02.18 제8회 졸업장 수여식(122명) 총 872명
- 2010.03.02 30학급(특수학급 1학급, 유치원 2학급) 편성
- 2011.02.16 제9회 졸업장 수여식(161명) 총 1033명
- 2011.03.02 28학급 (특수학급 1학급, 유치원 1학급)편성
- 2012.02.15 제10회 졸업장 수여식(161명) 총 1194명
- 2012.03.01 제5대 최웅집 교장 취임
- 2012.03.02 28학급(특수학급1학급, 유치원 1학급) 편성
- 2013.02.15 제11회 졸업장 수여식(159명) 총 1353명
- 2013.03.04 26학급 (특수학급 1학급, 유치원 1학급)편성
- 2014.02.14 제12회 졸업식 수여식(123명) 총 1476명
- 2014.03.03 31학급(특수학급 1학급, 유치원 1학급) 편성
- 2015.02.13 제13회 졸업식 수여식(113명) 총 1,555명
- 2015.03.01 29학급(특수학급 1학급, 유치원 1학급) 편성

## 참고 자료
- 쌍령초등학교 - 한국교육학술정보원 학교알리미